# 音威子府駅
音威子府駅（おといねっぷえき）は、北海道中川郡音威子府村字音威子府にある、北海道旅客鉄道（JR北海道）宗谷本線の駅である。電報略号はオト。事務管理コードは▲121830。駅番号はW61。特急「宗谷」「サロベツ」含む全列車が停車する。

## 概要
音威子府村の代表駅。かつては天北線が分岐する交通の要衝であり、現在も特急「宗谷」「サロベツ」を含めた全定期列車が停車し、中頓別、浜頓別、猿払、枝幸などの周辺市町村とを結ぶ路線バス・都市間バスとの乗換駅ともなっている。
JRの特急列車の停車駅の中では、最も人口の少ない自治体に位置する。

## 歴史

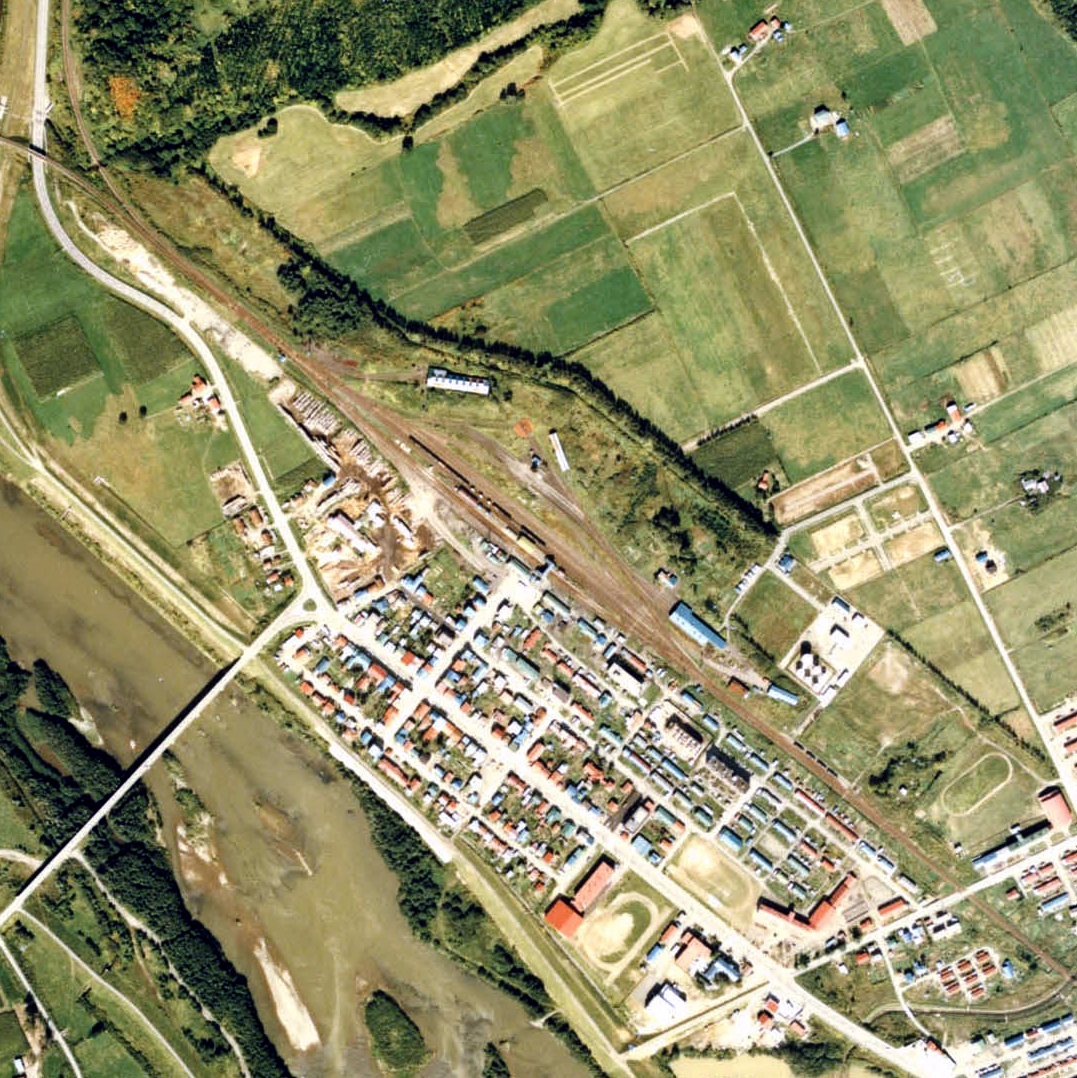
1977年の音威子府駅と周囲約1 km範囲の状況。左上の左方向が本線稚内方面、上方に向かうのが天北線中頓別方面。天北線はまだ現役である。機関車庫と転車台は既に取り払われ、2箇所に新たな車両整備用の車庫がある。駅舎横の稚内側にストックヤードと引込み線。駅裏の名寄側に石油タンクと引込み線が見える。

- 1912年（大正元年）11月5日：鉄道院宗谷線恩根内駅 - 当駅間開業にともない開業[1][5][6]。一般駅。
- 1914年（大正3年）11月7日：宗谷線（→宗谷本線→北見線→天北線）当駅 - 小頓別駅間延伸開業[2][6]。
- 1919年（大正8年）11月1日：名寄機関庫音威子府分庫設置[7]。
- 1921年（大正10年）
  - x月x日：跨線橋設置[8]。
  - 10月5日：名寄機関庫音威子府分庫が廃止され、音威子府機関庫として設置[7]。
- 1922年（大正11年）11月8日：天塩線（→天塩南線→天塩線→宗谷本線）当駅 - 誉平駅間開業[6][9]。
- 1926年（大正15年）7月30日：音威子府職員駐泊所を設置[7]。
- 1930年（昭和5年）5月16日：音威子府機関庫が廃止され、名寄機関庫音威子府分庫が設置（再設置）される[7]。
- 1946年（昭和21年）8月1日：名寄検車区音威子府派出所を音威子府支区に改組[7]。
- 1947年（昭和22年） 11月：名寄鉄道公安所音威子府駐在所を設置[10]。
- 1949年（昭和24年）6月1日：公共企業体である日本国有鉄道に移管。
- 1952年（昭和27年）：跨線橋を現在のものに架け替え[11]。
- 1954年（昭和29年）：構内連動装置を機械連動装置から電気連動装置（第2種継電丙）に交換[12]。
- 1962年（昭和37年）：公衆電報取扱業務を廃止[7]。
- 1968年（昭和43年）10月1日：音威子府保線支区を設置[7]。
- 1970年（昭和45年）10月：チップ工場完成、チップサイロ用専用線敷設[8]。
- 1971年（昭和46年）11月1日：シェル石油油槽所専用線開業（専用線使用開始は12月1日[8]）[7]。
- 1978年（昭和53年）6月30日：名寄機関区音威子府支区廃止。
- 1979年（昭和54年）8月11日：同日4時8分に当駅構内に進入した下り普通貨物第375列車（DE10 1709牽引、現車24両）が分岐器（制限35km/h）での速度超過により前から5両目以降14両目までの10両が脱線（一部横転）し、構内上下本線・副本線全てを支障し、一部軌道を破壊（死傷者なし）。同日17時49分までに本線2番線のみが復旧し、翌々日13日0時45分に本線3番線が復旧、17時に全車両を撤去し復旧作業終了[13]。
- 1980年（昭和55年）9月6日：駅前に村内にアトリエを構える彫刻家、砂澤ビッキによる高さ15 m のモニュメント（ヤチダモ材のトーテムポール）、「オトイネップタワー」を設置[14][15]。
- 1984年（昭和59年）
  - 2月1日：貨物・荷物扱い廃止[1][16]。また、駅裏のシェル石油油槽所が、当駅貨物取扱廃止とともに閉鎖される。
- 1987年（昭和62年）4月1日：国鉄分割民営化により北海道旅客鉄道（JR北海道）の駅となる[1][2]。
- 1989年（平成元年）5月1日：天北線廃止[2]（宗谷バス天北線、のちの天北宗谷岬線に転換）[6]。
- 1990年（平成2年）
  - 5月1日：現駅舎「音威子府交通ターミナル」落成、駅舎内に宗谷バス窓口と「天北線資料室」を設置[17]。ホーム上に所在した構内のそば店「常盤軒」（後述）も駅舎内に移転。
  - 11月13日：宗谷北線運輸営業所発足に伴い営業務のほかに保線・電気・営林の職場を傘下に統合[18]
- 2016年（平成28年）4月1日：当駅所属の工務社員を廃止し、名寄保線所の所属（音威子府保線管理室）となる。
- 2020年（令和2年）2月：新型コロナウイルス感染症 (COVID-19) による影響を受け、「常盤軒」が長期休業に入る[新聞 1]。
- 2021年（令和3年）2月8日：休業中であった「常盤軒」店主が前日死去したことに伴い、同日付で「常盤軒」閉店[新聞 1][新聞 2]。
- 2022年（令和4年）3月12日：同日より出札窓口が日・祝日休業となる[19]。
- 2023年（令和5年）9月30日：同日での宗谷バス天北宗谷岬線廃止（音威子府 - 浜頓別間デマンドバス化）に伴い、同日の営業をもって駅舎内の宗谷バス窓口閉鎖[20]。
- 2025年（令和7年）7月4日：同日から同年9月下旬までの週末に旧常盤軒を利用した「駅そば音威子府」が開店[新聞 3]。

### 駅名の由来
所在地区名より。なお、開通当時「音威子府」は一市街の名称であり、現在の音威子府村が成立した際の村名は常盤村であったが、1963年（昭和38年）に音威子府村に改称している。

## 駅構造
単式ホーム1面1線と島式ホーム1面2線、あわせて2面3線を持つ地上駅である。1番線は有効長が短く、普通列車のみ使用する。ホーム間の移動は跨線橋を使う。
社員（駅員）配置駅、みどりの窓口設置（営業：08:15 - 16:10　日・祝日休業）。自動券売機はなく、近距離切符・入場券もみどりの窓口での購入となる。
駅舎は、天北線廃止後、音威子府村の予算によって木造駅舎から現在の交通ターミナル駅舎に改築された。駅本屋の隣には名寄保線所音威子府保線管理室（旧・音威子府駅工務）の事務所もある。
かつては夜間滞泊が設定されていたが、現在は名寄駅に留置されている。
駅舎はバス待合所を兼ねており、「交通ターミナル」と称している。旧天北線代替バスを運行する宗谷バスの出札所があったが2023年（令和5年）9月30日限りで代替バスが廃止となり、同時に窓口も閉鎖された。このほか、音威子府村地域バス（咲来・天塩川温泉方面）が発着している。また、天北線関連資料が展示されている「天北線資料室」が併設されている。

### のりば
| 番線 | 路線      | 方向 | 行先           | 備考               |
| ---- | --------- | ---- | -------------- | ------------------ |
| 1    | ■宗谷本線 | 下り | 稚内方面       | 普通列車           |
| 1    | ■宗谷本線 | 上り | 名寄・旭川方面 | 普通列車           |
| 2    | ■宗谷本線 | 下り | 稚内方面       | 特急列車・普通列車 |
| 3    | ■宗谷本線 | 上り | 名寄・旭川方面 | 特急列車・普通列車 |

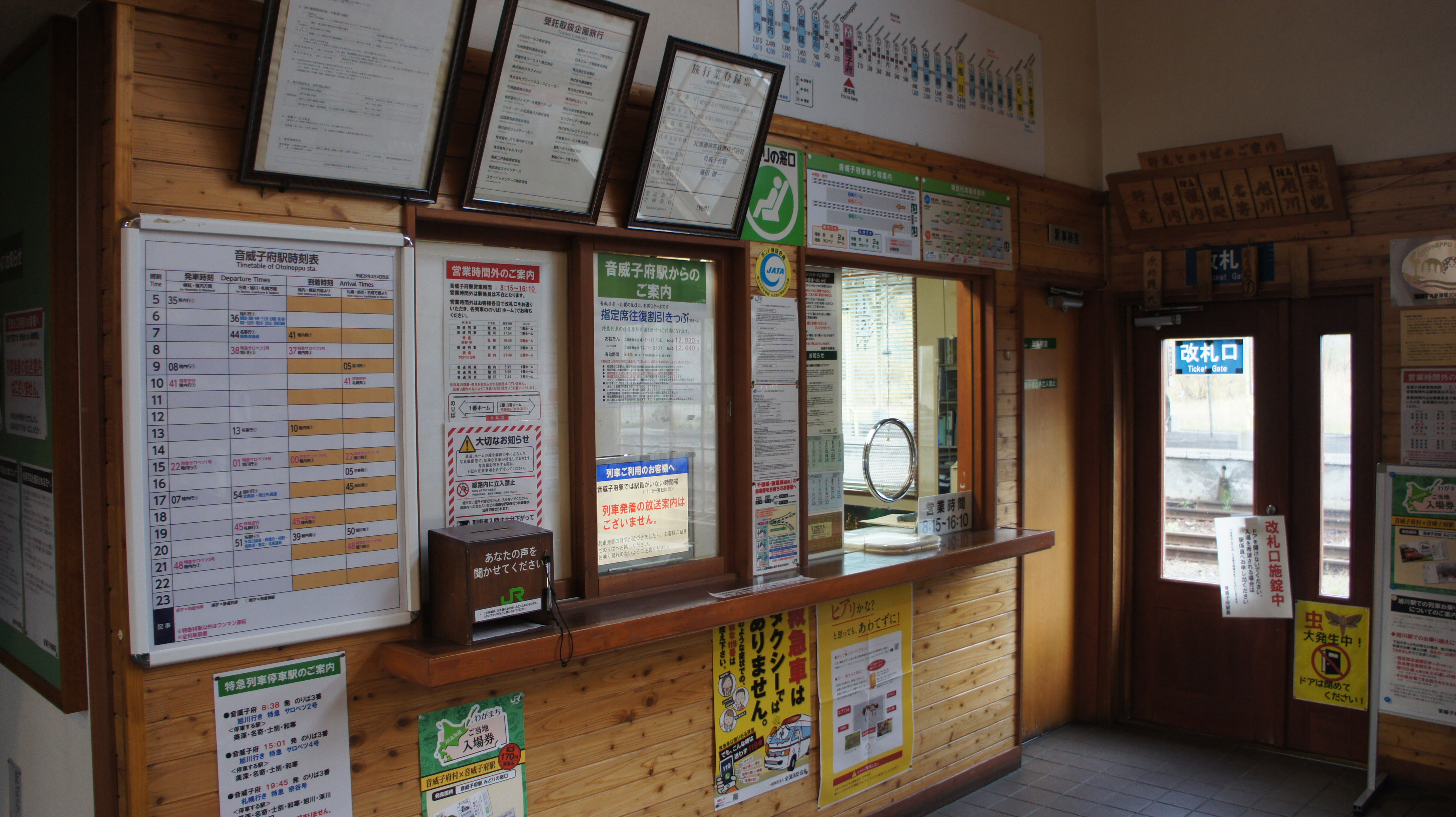
改札口（2017年10月）
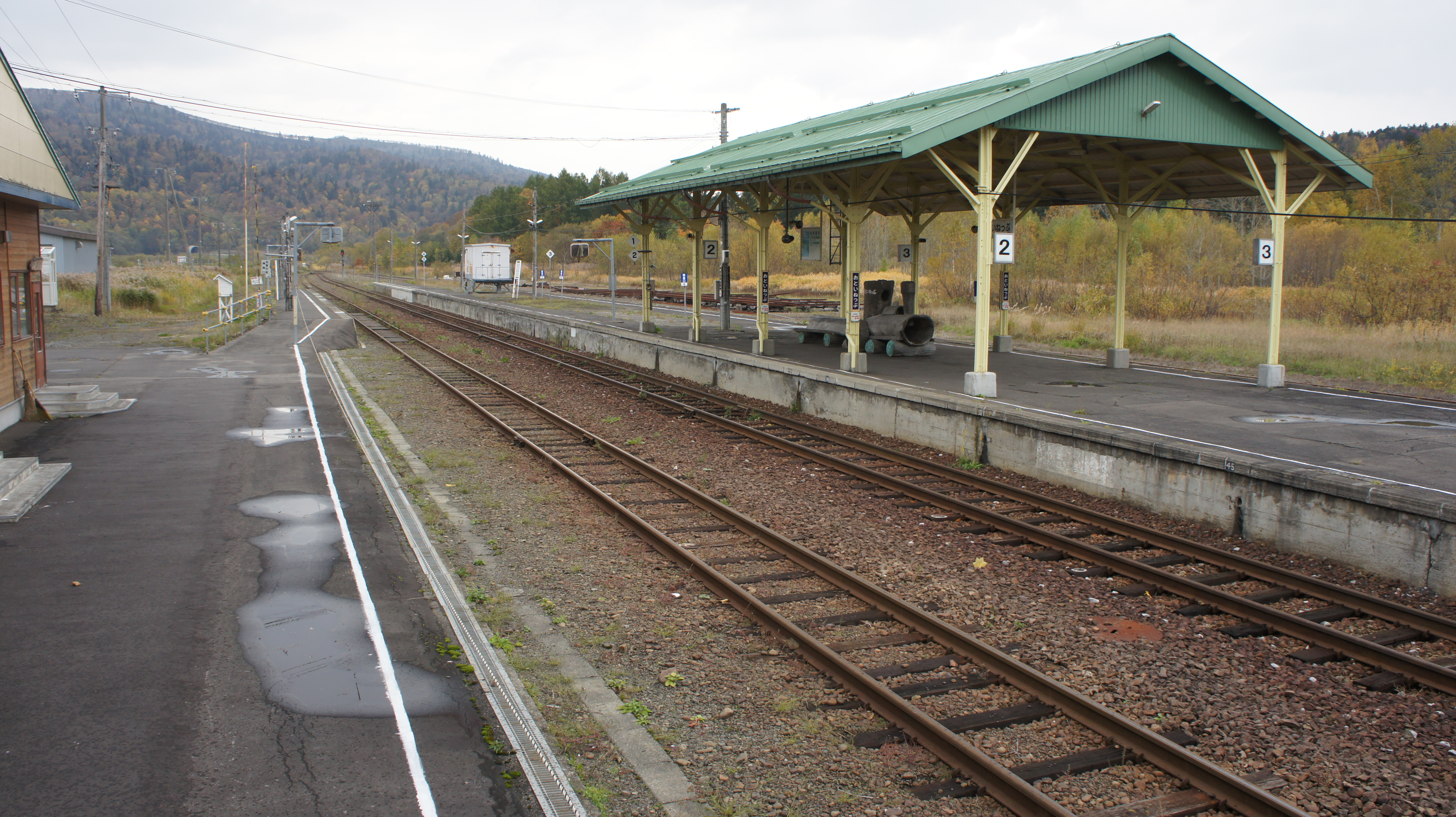
ホーム（2017年10月）手前の線路奥が1番線ホーム。
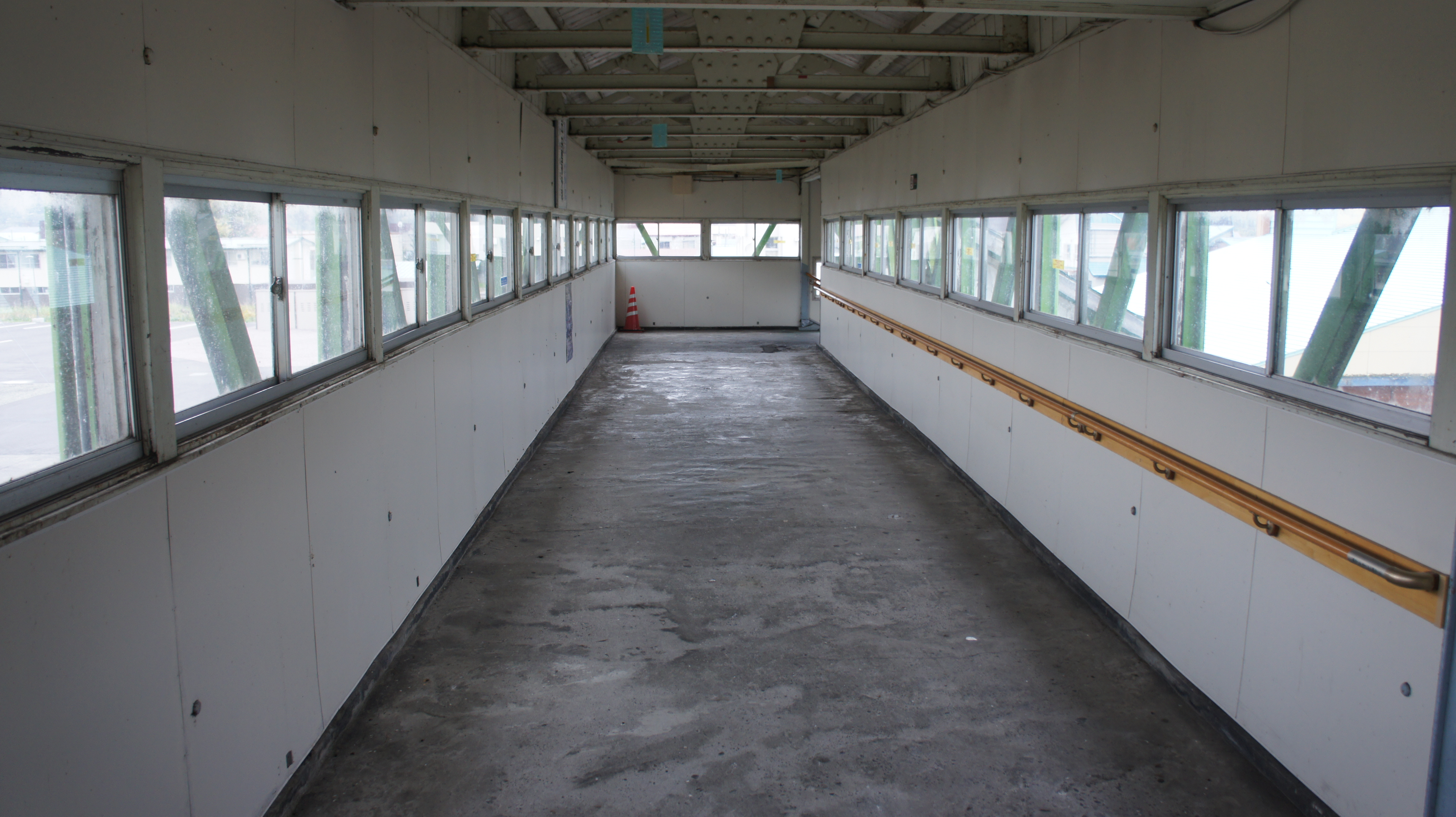
跨線橋（2017年10月）
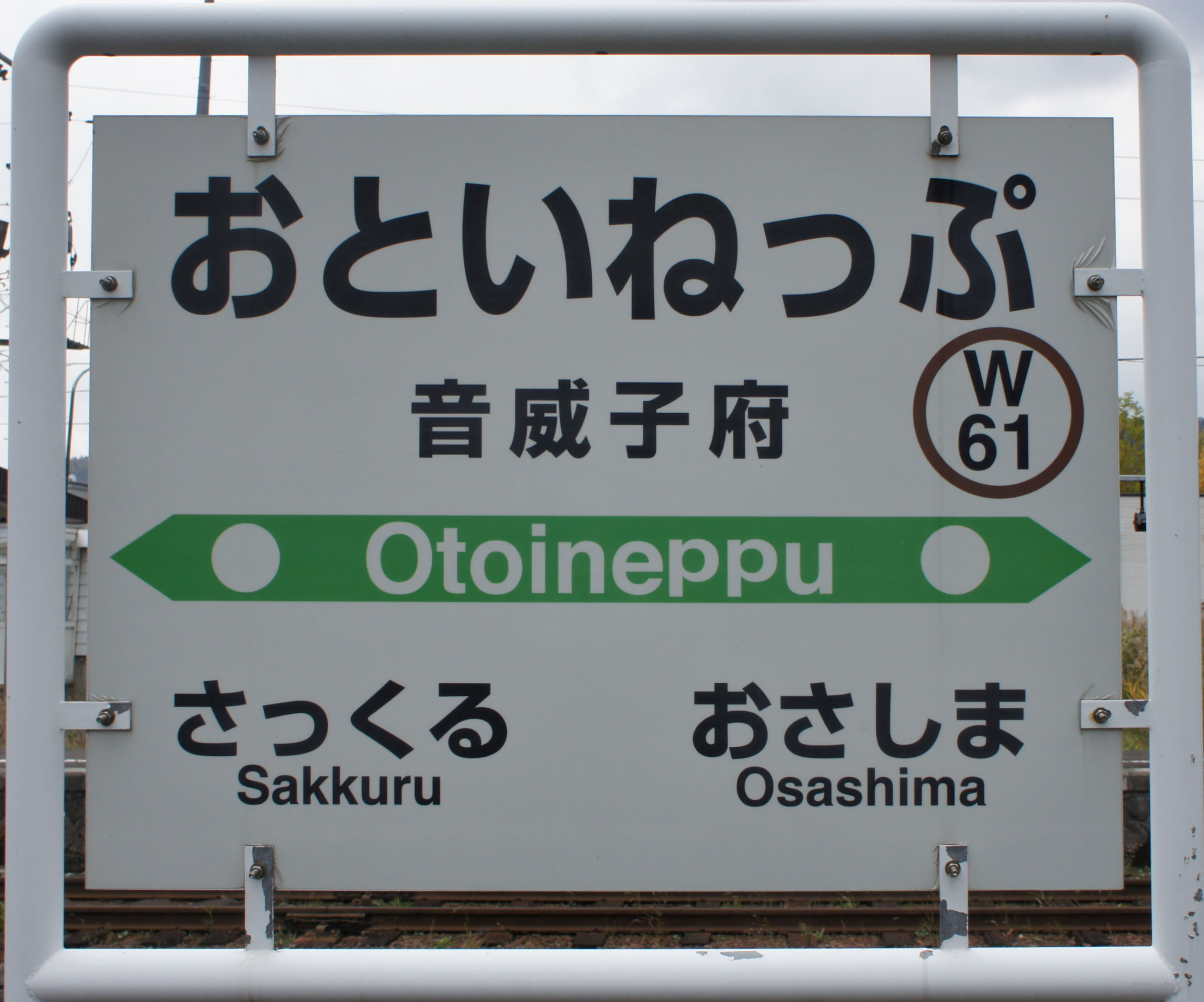
駅名標（2017年10月）
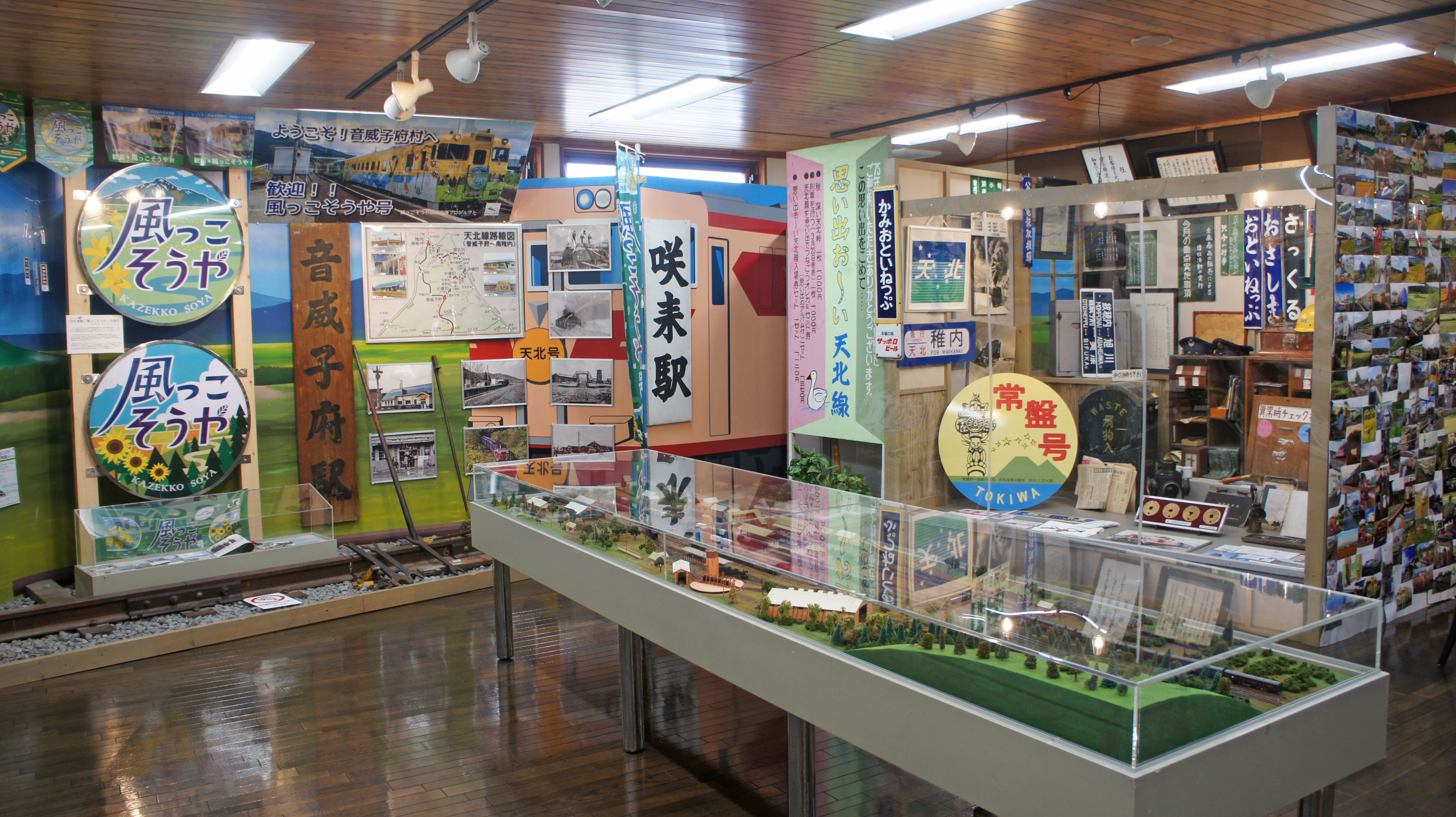
天北線資料室（2020年8月）

## 利用状況
昭和40年代後半ごろは1日あたり300人前後の乗車人員があったが、人口の減少や天北線廃止等の影響で長らく減少傾向にある。
乗車人員の推移は以下の通り。出典が「乗降人員」となっているものについては1/2とした値を括弧書きで1日平均乗車人員の欄に示し、備考欄で元の値を示す。
また、「JR調査」については、当該の年度を最終年とする過去5年間の各調査日における平均である。
| 年度               | 乗車人員（人） | 乗車人員（人） | 乗車人員（人） | 出典              | 備考 |
| 年度               | 年間           | 1日平均        | JR調査         | 出典              | 備考 |
| ------------------ | -------------- | -------------- | -------------- | ----------------- | ---- |
| 1954年（昭和29年） | 94,041         | 258            |                | [ 24 ]            |      |
| 1958年（昭和33年） | 114,928        | 315            |                | [ 24 ]            |      |
| 1963年（昭和38年） | 126,508        | 347            |                | [ 24 ]            |      |
| 1964年（昭和39年） | 136,937        | 375            |                | [ 24 ]            |      |
| 1971年（昭和46年） |                | 344            |                | [ 25 ]            |      |
| 1972年（昭和47年） |                | 328            |                | [ 25 ]            |      |
| 1973年（昭和48年） |                | 298            |                | [ 25 ]            |      |
| 1974年（昭和49年） |                | 278            |                | [ 25 ]            |      |
| 1975年（昭和50年） |                | 261            |                | [ 25 ]            |      |
| 1976年（昭和51年） |                | 263            |                | [ 25 ]            |      |
| 1977年（昭和52年） |                | 242            |                | [ 25 ]            |      |
| 1978年（昭和53年） |                | 213            |                | [ 26 ]            |      |
| 1997年（平成09年） |                | 160            |                | [ 23 ]            |      |
| 2000年（平成12年） |                | 140            |                | [ 23 ]            |      |
| 2002年（平成14年） |                | 110            |                | [ 25 ]            |      |
| 2003年（平成15年） |                | 100            |                | [ 25 ]            |      |
| 2004年（平成16年） |                | 91             |                | [ 25 ]            |      |
| 2005年（平成17年） |                | 70             |                | [ 25 ]            |      |
| 2006年（平成18年） |                | 70             |                | [ 23 ]            |      |
| 2009年（平成21年） |                | 60             |                | [ 23 ]            |      |
| 2012年（平成24年） |                | 52             |                | [ 23 ]            |      |
| 2013年（平成25年） |                | 53             |                | [ 23 ]            |      |
| 2014年（平成26年） |                | 45             |                | [ 23 ]            |      |
| 2015年（平成27年） |                | 40             | 「10名以上」   | [ 23 ] [ JR北 1 ] |      |
| 2016年（平成28年） |                | 34             | 42.2           | [ 23 ] [ JR北 2 ] |      |
| 2017年（平成29年） |                |                | 37.4           | [ JR北 3 ]        |      |
| 2018年（平成30年） |                |                | 33.4           | [ JR北 4 ]        |      |
| 2019年（令和元年） |                |                | 26.2           | [ JR北 5 ]        |      |
| 2020年（令和02年） |                |                | 22.4           | [ JR北 6 ]        |      |
| 2021年（令和03年） |                |                | 19.8           | [ JR北 7 ]        |      |
| 2022年（令和04年） |                |                | 18.0           | [ JR北 8 ]        |      |
| 2023年（令和05年） |                |                | 15.8           | [ JR北 9 ]        |      |

## 駅周辺
音威子府村市街地。商店街・住宅地がある。

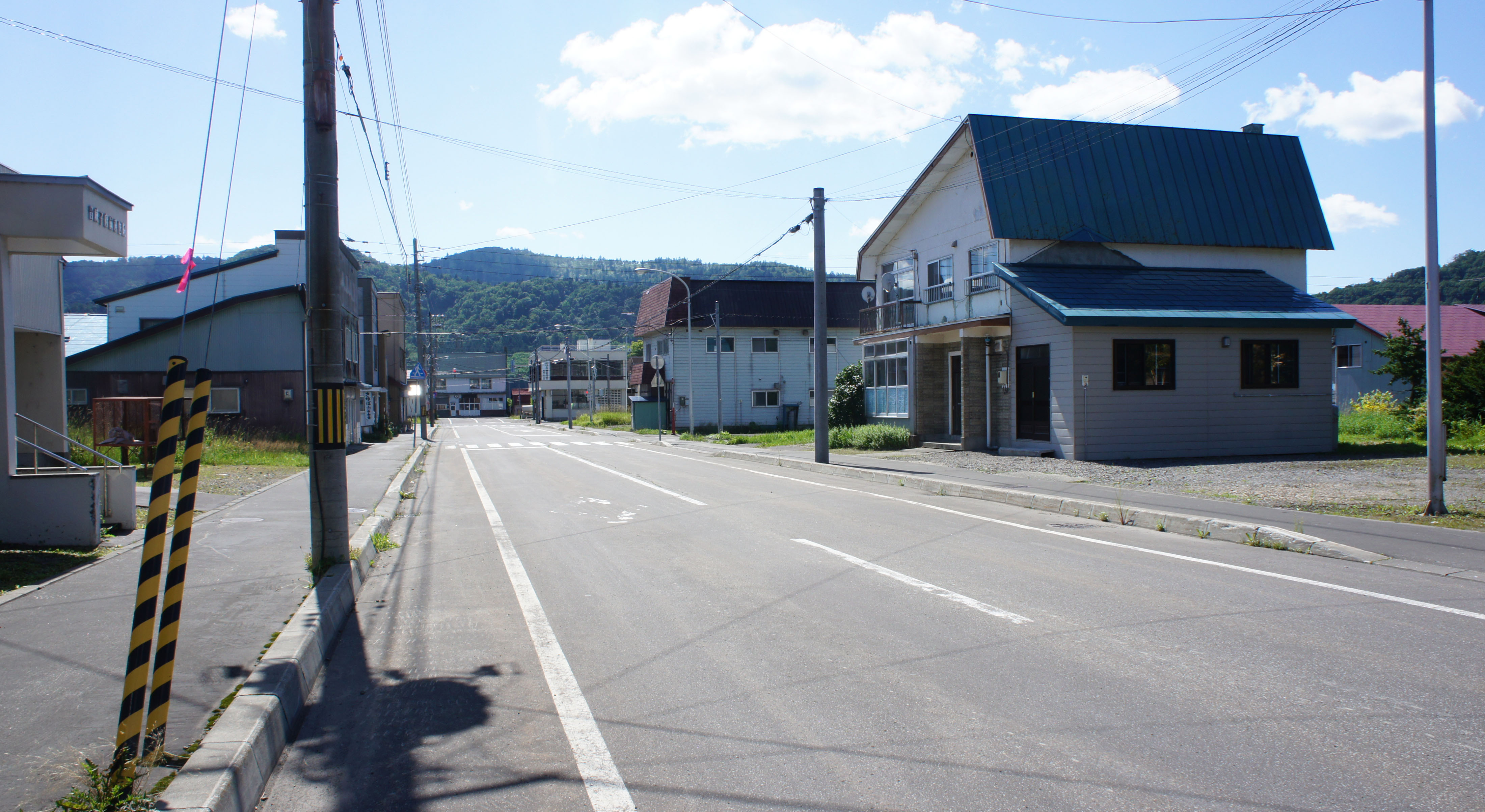
駅前

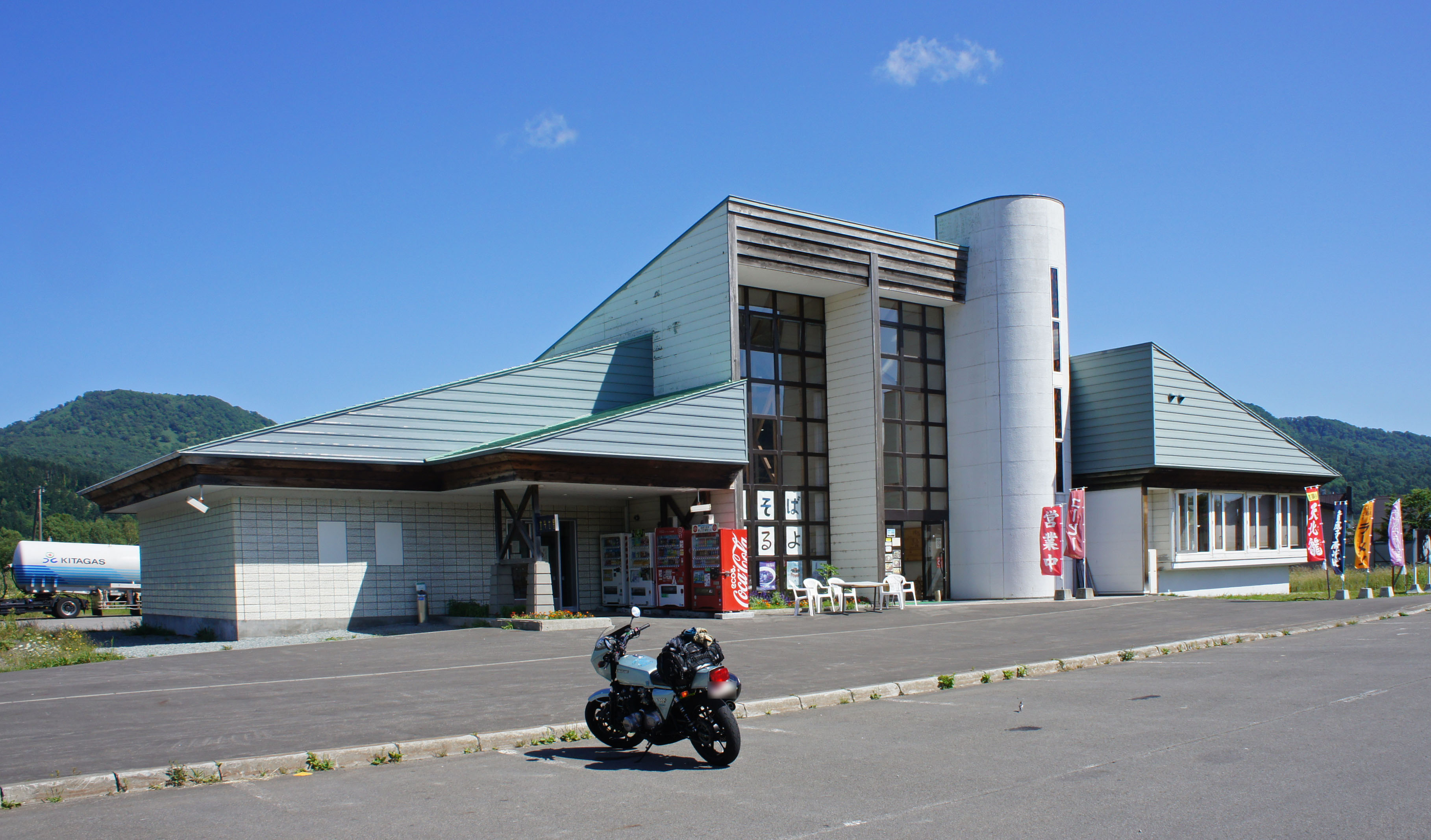
道の駅おといねっぷ

- 北海道道12号枝幸音威子府線・北海道道391号音威子府停車場線
- 国道40号・国道275号
- 道の駅おといねっぷ
- 音威子府村役場
- 名寄警察署音威子府駐在所
- 音威子府郵便局
- 北星信用金庫音威子府支店
- 北はるか農業協同組合（JA北はるか）音威子府支所
- 北海道おといねっぷ美術工芸高等学校
- 音威子府村立音威子府中学校
- 音威子府村立音威子府小学校
- 幼児センター
- 北海道大学中川研究林
- 音威富士スキー場
- 高橋昭五郎彫刻の館
- 山村都市交流センター
- 原菓子舗 - 音威子府名物「鮭みそパン」（鮭の形をしたみそパン）の販売元
- NPO法人 ecoおといねっぷ工場 - 音威子府羊羹・味噌製造元、旧シェル石油油槽所
- 天塩川
- 音威子府川

## 構内のそば店

### 常盤軒
| 音威子府そばと店舗。 |  | 音威子府駅駅そば |
| 音威子府そばと店舗。 |  | 音威子府駅駅そば |

当駅の駅そば「常盤軒」は蒸気機関車が宗谷本線を走行していた古くから旅行者の間で知られていたもので、「音威子府そば」として村の名産品となっていた。ここでは土産用そば（生、乾麺）、そばつゆも販売していた。
1990年の駅舎改築前はホーム上にあったが、駅舎改築に合わせて駅舎内に移転した。立ち食い店ではあるがすぐ隣にベンチがあるので、どんぶりを持ったままにはなるが座って食べることも可能だった。かつては駅弁や名物「バター饅頭」なども販売していた。
2004年（平成16年）に放送された列島縦断 鉄道12000キロの旅 〜最長片道切符でゆく42日〜でも紹介された。
2018年（平成30年）8月17日より、店主夫婦の高齢などを理由に休業していたが、2019年（平成31年）4月25日より営業を再開した。
2019年（平成31年）4月時点での営業時間は10:30 - 14:00（ただし、売り切れの際は閉店）、定休日は水曜日だった。
新型コロナウイルス感染症 (COVID-19) による影響を受け、2020年2月から長期休業していたが、2021年2月7日に闘病中だった店主が亡くなったため、翌2月8日をもって正式に閉店した。
常盤軒のそばは村内に営業所・工場を有する畠山製麺（1926年開業）が製造していた。ソバの実を甘皮ごと引いて製麺した真っ黒で風味の強い独特のそばであり、そばつゆも昆布と煮干しを使ったそばの強い風味に負けない濃い味のものとなっていた。
常盤軒は2021年2月に閉店したが、その後も村内には「音威子府そば」を販売する店が2021年2月時点で3店舗あった。
しかし、常盤軒にそばを卸していた畠山製麺では社長が1人で製造にあたっていたが高齢となったため、2022年8月末で「音威子府そば」の製造を終了し廃業することになった。なお、音威子府そばについては、畠山製麺廃業後の2023年1月に千葉県茂原市の「音威子府食堂」と東京都新宿区の「音威子府TOKYO」が新たに音威子府産の原料を使った独特の黒色のそばを新たに開発した。

### 駅そば音威子府
2025年（令和7年）7月4日から駅前でゲストハウスを運営する男性の手により、旧常盤軒を利用して、同年9月下旬までの週末限定で「駅そば音威子府」が開店した。

## バス路線
- 宗谷バス
  - 特急えさし号
    - 枝幸ターミナル方面（道北バス共同運行）
    - 札幌（大通バスセンター）方面
    - 旭川駅前方面（道北バス共同運行）

  - 特急天北号
    - 鬼志別方面
    - 旭川駅前方面
- 音威子府村地域バス
  - 天塩川温泉方面
- 天北宗谷岬線廃止代替デマンド交通
  - 浜頓別方面

## 隣の駅
北海道旅客鉄道（JR北海道）
■宗谷本線
「宗谷」「サロベツ」停車駅
■普通
咲来駅 (W60) - 音威子府駅 (W61) - 筬島駅 (W62)

### かつて存在した路線
北海道旅客鉄道（JR北海道）
天北線
音威子府駅 - 上音威子府駅

### JR北海道
1. ↑  “極端にご利用の少ない駅（3月26日現在）” (PDF). 平成28年度事業運営の最重点事項.   北海道旅客鉄道. p. 6 (2016年3月28日). 2017年9月25日閲覧。
2. ↑  “宗谷線（名寄・稚内間）” (PDF).   北海道旅客鉄道 (2017年12月8日). 2017年12月30日時点のオリジナルよりアーカイブ。2017年12月30日閲覧。
3. ↑  “宗谷線（名寄・稚内間）” (PDF).   北海道旅客鉄道 (2017年7月2日). 2017年12月30日時点のオリジナルよりアーカイブ。2018年7月13日閲覧。
4. ↑  “宗谷線（名寄・稚内間）” (PDF). 線区データ（当社単独では維持することが困難な線区）(地域交通を持続的に維持するために).   北海道旅客鉄道. p. 3 (2019年10月18日). 2019年10月18日時点のオリジナルよりアーカイブ。2019年10月18日閲覧。
5. ↑  “宗谷線（名寄・稚内間）” (PDF). 地域交通を持続的に維持するために > 輸送密度200人以上2,000人未満の線区（「黄色」8線区）.   北海道旅客鉄道. p. 3・4 (2020年10月30日). 2020年11月2日時点のオリジナルよりアーカイブ。2020年11月3日閲覧。
6. ↑  “駅別乗車人員  特定日調査（平日）に基づく”.   北海道旅客鉄道. 2022年8月3日時点のオリジナルよりアーカイブ。2022年8月14日閲覧。
7. ↑  “駅別乗車人員  特定日調査（平日）に基づく”.   北海道旅客鉄道. 2022年9月3日時点のオリジナルよりアーカイブ。2022年9月3日閲覧。
8. ↑  “駅別乗車人員  特定日調査（平日）に基づく”.   北海道旅客鉄道. 2023年11月10日時点のオリジナルよりアーカイブ。2023年11月10日閲覧。
9. ↑  “宗谷線(旭川・稚内間) 事業の抜本的な改善方策の実現に向けた実行計画(2024(令和6)～2026(令和8)年度)” (PDF).   北海道旅客鉄道 (2024年). 2024年9月8日時点のオリジナルよりアーカイブ。2024年9月8日閲覧。

### 新聞記事
1. 1 2 3 4 5 6 7 8  “北海道・音威子府の名物駅そば 店主が亡くなり閉店”. 朝日新聞. (2021年2月9日).  オリジナルの2021年2月9日時点におけるアーカイブ。 2021年2月9日閲覧。
2. 1 2  “音威子府「駅そば」閉店 店主・西野さん亡くなる”. 北海道新聞. (2021年2月9日).  オリジナルの2021年2月9日時点におけるアーカイブ。 2021年2月9日閲覧。
3. 1 2  丸橋, 芽久「『最北の駅そば』音威子府に JR駅構内で4日開店 9月下旬までの週末限定」『北海道新聞デジタル』北海道新聞社、2025年7月2日。オリジナルの2025年8月10日時点におけるアーカイブ。2025年7月8日閲覧。